# Бескидники

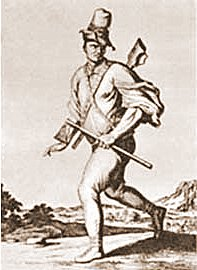
Бескидник

Бески́дники (укр. бескидник, пол. tołhaj, венг. tolvaj) — карпатские разбойники, также известные как опришки.
В западной части Карпат (за которыми закрепилось название Бескиды) и в Татрах местных разбойников называли бескидниками, опришками, гультяями, толхаями, списаками. В Карпаты на разбойничий промысел приходили выходцы из разных народов Восточной Европы, но преимущественно это были представители русинов, румынов, поляков, словаков и венгров. Бескидники собирались в многочисленные ватаги, вооружённые ружьями, пистолетами, копьями, шестопёрами, рогатинами, топорами и др. Они создавали крупные отряды, имевшие трубы, барабаны и литавры. Сохранились сведения о неком Стадницком, который, собрав в Венгрии около 700 человек и организовав из них настоящее войско, двинулся с ним в Польшу и разграбил окрестности г. Турки. Бескидники действовали в основном в Закарпатье, на Лемковщине и Прикарпатье. Их активность продолжалась более 450-ти лет (с начала XIV в. до середины XIX в.). Объектами нападений опришков были города, сёла, дворцы, поместья, фольварки, хутора, храмы и корчмы.
В бескидники в основном шли простолюдины. В частности, главарями венгерских бескидников в 1629 году были «хлоп из Лопушанки» и «поп из Быстрой». Эти ватаги трижды нападали на владение Казимира Турского (владельца г. Турки). Надеясь на богатую добычу, самого Казимира Турского и членов его семьи жестоко пытали, чтобы выведать места тайников с золотом и деньгами. Ничего не узнав, разбойники ограбили местную церковь. В 1648 г. стало известно о таком же нападении на поместье одного из самых богатых помещиков в Карпатах из рода Высочанских. Во время разбоя все члены его семьи, включая малолетних детей, были убиты, а поместье было сожжено. Польская и венгерская элита игнорировала свои обязанности по защите приграничных земель от разбойников. Такая ситуация приводила к еще более масштабным акциям бескидников. Так, зимой 1657 года при поддержке опришков в Польшу вторглись венгерские отряды Ракоци. Не встретив серьёзного отпора, они дошли до г. Самбор, взяв его в осаду. Местный гарнизон, состоящий из 2000 тысяч жолнёров, при активной поддержке мещан с большим трудом отразил нападение бескидников и венгров. Тогда, разъярённый неудачей, Ракоци пошёл через г. Перемышль на г. Краков, грабя и сжигая по дороге все сёла и богатые хозяйства. Разбойничий промысел часто находился под протекцией некоторых представителей знати, с которыми бескидники делились частью добычи в обмен на помощь. Среди таких покровителей выделялась группа венгерских феодалов — магнатов из родов Другетов, Аспермонтов, Нагитучей, Петейличей, Ракоци, Весселей и Рекеличей, которые владели поместьями в Ужгороде, Мукачево, Тренчине и Хыровe. На территории современной Словакии расположен город Гуменне, который был знаменит тем, что его замок был превращён бескидниками в укрепленный центр, из которого почти 25 лет осуществлялись систематические опустошительные набеги на Саноцкую, Перемышльскую и Турковскую земли.

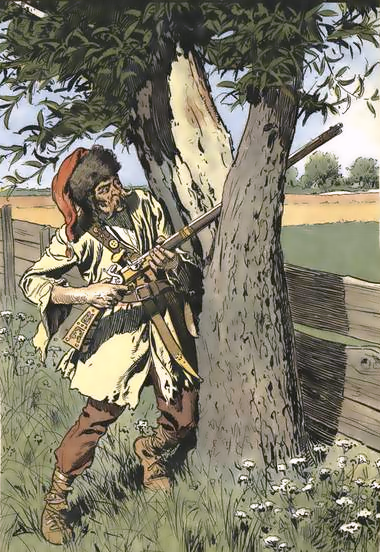
Венгерский смоляк

Польские и венгерские монархи зачастую сотрудничали в борьбе против бескидников, опираясь на военную силу. Во второй половине XVII века на приграничных с Венгрией территориях был введён институт так называемой «смоляцкой службы». Смоляками (пандурами) называли профессиональных военных, которые ставились во главе отрядов самообороны. Со временем смоляками стали называть всех участников таких иррегулярных пеших наёмных отрядов. Количество бойцов в них колебалось от 20 до 100 человек в зависимости от ситуации. Командир отряда получал ежемесячную оплату в 100 злотых, его подчиненные — дифференцировано: за несение гарнизонной службы в селе или в местечке — 10 злотых в месяц, за службу непосредственно на границе, в полевых условиях — 12 злотых в месяц. С включением Галиции в состав Австро-Венгрии в 1772 году и укреплением государственных органов власти ситуация несколько стабилизировалась и активность бескидников стала уменьшаться.
Антифеодальное движение бескидников, которое подрывало основы шляхетской Польши и монархической Австрии, было частью антикрепостнической борьбы восточноевропейского крестьянства. Про подвиги бескидников сложено множество народных песен, легенд, преданий и сказаний.